# Juškonys
Juškonys är en ort i Litauen. Den ligger i den centrala delen av landet, 90 km nordväst om huvudstaden Vilnius. Juškonys ligger 60 meter över havet och antalet invånare är 425.
Terrängen runt Juškonys är platt. Runt Juškonys är det ganska tätbefolkat, med 58 invånare per kvadratkilometer. Närmaste större samhälle är Kėdainiai, 16,5 km väster om Juškonys. Trakten runt Juškonys består till största delen av jordbruksmark.